# Aeroportul Arkalyk
Aeroportul Arkalyk (IATA: AYK, ICAO: UAUR) este un aeroport din Kazahstan ce deservește zona Aktobe.
Situat la o altitudine de 388 m, aeroportul dispune de o singură pistă.